# Scherenschwanznymphe
Die Scherenschwanznymphe (Hylonympha macrocerca) oder Waldnymphe, manchmal auch Grünbrustnymphe genannt, ist ein Vogel aus der Familie der Kolibris (Trochilidae) und die einzige Art der somit monotypischen Gattung Hylonympha. Die Art hat ein Verbreitungsgebiet, das nur etwa 470 Quadratkilometer in dem südamerikanischen Land Venezuela umfasst. Der Bestand wird von der IUCN als „stark gefährdet“ (endangered) eingestuft.

## Merkmale
Die männliche Scherenschwanznymphe erreicht eine Körperlänge von etwa 19 Zentimetern, während das Weibchen nur etwa 11,5 Zentimeter lang wird. Der Scheitel und mittlere Teil der Krone des Männchens ist violett. Der Rest der Krone ist schwarz. Die Oberseite schimmert dunkel grün. Die Kehle und die Unterseite glänzen smaragdgrün und werden am Bauch schwarz. An den seitlichen Flanken prangen grüne Flecken. Der sehr lange gegabelte Schwanz ist schwarzviolett. Die äußeren Steuerfedern sind sehr viel länger als die restlichen Schwanzfedern. Das Weibchen hat eine dunkelgrün glänzendes Oberseite. Die Unterseite ist weiß mit grünen Sprenkeln. Die Brust ist ausschließlich weiß. Der Bauch sowie der untere Teil der Flügel sind kastanienfarben. Der Schwanz fällt wesentlich kürzer als beim Männchen aus. Die inneren grünen Schwanzfedern weisen distal stahlblaue Spuren auf. Die Außenfedern sind zimtfarben mit subterminalen dunklen Abschnitten und schmutzig-weißen Flecken.

## Habitat

Verbreitungsgebiet der Scherenschwanznymphe

Das Habitat der Scherenschwanznymphe befindet sich in subtropischer Zone. Sie bewegt sich an Waldrändern sowie Lichtungen des Nebelwalds in Höhen zwischen 900 und 1200 Metern. Der Kolibri ist endemisch auf der Paria-Halbinsel.

## Verhalten
Die Scherenschwanznymphe ernährt sich im Primärwald vorzugsweise vom Nektar der Bromeliengewächse sowie von den dort lebenden Insekten. Im Sekundärwald sieht man sie auch an Helikonien (insbesondere Heliconia aurea) sowie an Costus.

## Unterarten
Bisher sind keine Unterarten bekannt. Die Art gilt daher als monotypisch.

## Etymologie und Forschungsgeschichte
Schon John Gould verwendete das heutige Protonym Hylonympha macrocerca. Das Typusexemplar erhielt er von Henry Whitely (1844–1893), der sagte, dass er dieses mit einer Sammlung anderer Bälge aus Brasilien bekommen hätte.
Der Begriff Hylonympha leitet sich aus den griechischen Wörtern ὕλη hýlē für »Wald« und νύμφη nýmphē für „Nymphe, junge Schönheit“ ab. Das Artepitheton macrocerca ist ein griechisches Wortgebilde aus μακρός makrós für „groß, lang“ und κέρκος kérkos für „Schwanz“.